# Fra Giovanni da Verona
Ne doit pas être confondu avec Giovanni Giocondo.
Fra Giovanni da Verona (né à Vérone vers 1457 et mort dans la même ville le  10 février 1525) est un moine olivétain italien, sculpteur, architecte, peintre miniature et menuisier. Il était actif entre la fin du XVe  et le début du  XVIe siècle. Moine et prêtre, il ne doit pas être confondu avec son concitoyen architecte Fra' Giovanni Giocondo,.

## Biographie
Fra Giovanni da Verona est né vers 1457 à Vérone de parents dont le nom et la lignée ne sont pas connus. En 1475, il entre comme novice dans le monastère San Giorgio de Ferrare appartenant aux bénédictins olivétains et le 25 mars 1476, il rejoint Monte Oliveto Maggiore, près de Sienne, la maison-mère de la congrégation.
Dans les années 1481-1487, il travaille avec une certaine intensité en Ombrie, se partageant entre Pérouse et Spolète, avec au moins deux voyages à Rome et la collaboration locale avec Melchiorre di Antonio da Reggio Emilia.
La vie chez les moines olivétains, auxquels il est toujours resté attaché, lui donne l'occasion de faire un apprentissage dans l'art de la marqueterie et du travail du bois : il a appris les bases de cet art (le choix du bois, son traitement avec des substances d'imprégnation, la coupe et l'emboîtement des lames, l'utilisation de mastics) auprès d'un connaisseur appelé frère Sebastiano da Rovigno.
En 1493, il est actif comme architecte au monastère Santa Maria in Organo de Vérone. Les œuvres pour les stalles du chœur, avec les dosserets marquetés représentant des vues de villes idéales et d'églises de la Renaissance, des images de saints, des armoires avec des objets de toutes sortes, ont été exécutés entre 1494 et 1499. En 1500, avant de se rendre à Rome pour les célébrations du jubilé, il a eu le temps de faire le pupitre au centre du chœur.
À Vérone, au monastère, il est tour à tour chef d'atelier, maître d'une foule d'aides dont son neveu Gregorio, Francesco Begano, et d'autres moines olivétains de talent (Fra Raffaele Maroni de Brescia, Fra Matteo de Trente, Fra Vincenzo dalle Vacche da Verona).
La renommée de son œuvre, comme l'atteste Vasari, fait que son art a été réclamé dans de nombreuses régions d'Italie et même par le pape Jules II.
Entre 1503 et 1506, il construit les décors de l'abbaye de Monteoliveto Maggiore, transférés en partie dans la cathédrale de Sienne. Entre 1511 et 1512, il retourne à Rome, au Vatican, où il exécute les travaux de marqueterie pour la Stanza della Segnatura. Puis il se rend à Lodi, travaillant sur le chœur en bois de la cathédrale.
En 1519, Fra Giovanni est à Vérone, où il est engagé jusqu'en 1523 dans l'exécution de son chef-d'œuvre : le fond des armoires du mur droit de la sacristie. Dans la grande salle rectangulaire, peinte à fresque par Francesco Morone avec des portraits de personnages illustres  de l'ordre bénédictin. Fra Giovanni a réalisé le dosseret divisé en dix compartiments constitués de paires de colonnes finement sculptées supportant autant d'arcs dans lesquels sont représentées des marqueteries qui constituent un échantillon de sujets de nature différente (paysages, objets symbolisant la Passion, armoires à livres et polyèdres, animaux de cour, etc.).
Fra Giovanni est mort à Vérone le 10 février 1525 et enterré en Santa Maria in Organo.